# NGC 6369
NGC 6369 is een planetaire nevel in het sterrenbeeld Slangendrager. De nevel ligt ongeveer 5000 lichtjaar van de Aarde verwijderd en werd op 21 mei 1784 ontdekt door de Duits-Britse astronoom William Herschel. Dit object kreeg de bijnaam Kleine Geest (Little Ghost, Little Ghost Nebula).

## Synoniemen
- PK 2+5.1
- ESO 520-PN3
- AM 1726-234
- CS=14.7
- h 1981
- h 3686
- H 4.11